# لهجة اجتماعية
في اللغويات الاجتماعية، اللهجة الاجتماعية هي ضرب أو نوعة من اللغة مرتبطة بطائفة أو مجموعة محدَّدة في المجتمع. تتميز بأن لها خصائص وسمات في المفردات أو المصطلحات والصرف والتركيب والدلالة. وتمكن هذه النوعة من معرفة وتحديد الطبقة الاجتماعية لمستخدميها.